# Miquel Duran
Miquel Duran Tortajada (Valencia, 20 de agosto de 1883-Valencia, 28 de noviembre de 1947) fue un poeta y escritor español en lengua valenciana. Fue un firme defensor nacionalista valenciano y participó en la Mesa de las letras Valencianas. Solía firmar sus trabajos bajo el seudónimo «Miquel Duran de València».

## Biografía
Destacado periodista, editor, poeta y dramaturgo, fue de los fundadores de València Nova y de los que la convirtieron en Centro Regional Valenciano, de la Asamblea Regionalista Valenciana (1907) y de la Joventud Regionalista Valenciana (1907).
También fue fundador y director entre 1906 y 1909, de los primeros periódicos políticos valencianos, correctamente escritos en valenciano, València Nova, Lo Crit de la Pàtria, el semanario Renaiximent, y colaboró con las revistas València (1913-1914) y Pàtria Nova (1915-1923).
Igualmente contribuyó a fundar la primera Joventut Valencianista (1908) y a dar al movimiento literario contenido político. Dio conferencias de propaganda en la Universidad, en el Ateneo Científico, en el Rat, en el Centro Regional Valenciano y en otras sociedades.
En 1906 le fue otorgada la Flor Natural en los Juegos Florales celebrados en La Lonja, único premio de poesía y literario de la fiesta. La Flor natural de los Juegos Florales de Badalona en 1910. por su poema Maig Llevantí y Paraules de consol. En los Juegos Florales de Lo Rat-Penat de 1913, regenerados, le dieron la Flor Natural por El poema de María, la bella hortolana y, en 1914, La Englantina de Oro a la mejor poesía por Himne de Pàtria i Amor.
En 1910 se trasladó a Sabadell y a Barcelona, donde residió durante veinte años, con un intermedio de exilio, en París, por causas políticas (1919-1920). Allí fundó y fue director del Diari de Sabadell (1910-1916) y posteriormente de La Publicidad (1920-1921), colaborando también con diversas publicaciones.
En 1930 regresó a Valencia donde publicó la revista La República de les Lletres (1934-1936), revista de literatura, arte y política.
Durante la guerra civil española trabaja en defensa de la causa republicana y de las libertades nacionales, vinculado al grupo valencianista de l'AIDC (Aliança d'Intel·lectuals per a la Defensa de la Cultura). Acabada la guerra, fue cesado en el cargo que ocupaba en el Archivo Municipal de la Ciudad y eliminado de la profesión periodística por su condición de vencido ("depurado").
Murió el 28 de noviembre de 1947 en Valencia, después de años de soportar la represión y otras dificultades.

## Obras
Poesía:
- Cordes vibrants (1910)
- Himnes i poemes (1916)
- Cançons valencianes (1929)
- Guerra. Victòria. Demà (1938)

Ensayo:
- De literatura valenciana (1911)
- El Centre de Cultura Valenciana (1915)
- La personalitat valenciana en el Museu Històric de la ciutat (1935)
- Catalunya té raó (1934)
- Teodor Llorente (1936)

Teatro:
- Titelles (1922)
- València (1922)
- L'amor i els lladres (1926)
- El lliri blau
- Parents, amics i coneguts (1930)
- Un home de sort (1932)
- Paradís sis, tercer pis (1934)

Tradujo al valenciano las obras de Vicente Blasco Ibáñez Flor de maig (1926), La barraca (1927 y 1931) y A l'ombra dels taronjers (inédita).